# 弗赖堡市政厅
弗赖堡市政厅（Rathaus in Freiburg im Breisgau）是德国弗赖堡的历史建筑。老市政厅（Alte Rathaus）和新市政厅（Neue Rathaus）两座毗邻的建筑位于老城中心的市政厅广场（Rathausplatz），中间仅隔一条街，形成一个建筑群，被列入国家古迹名单。

## 老市政厅
早在14世纪，弗赖堡市买下方济各会广场（今市政厅广场）的一座建筑。1557年建造新楼。

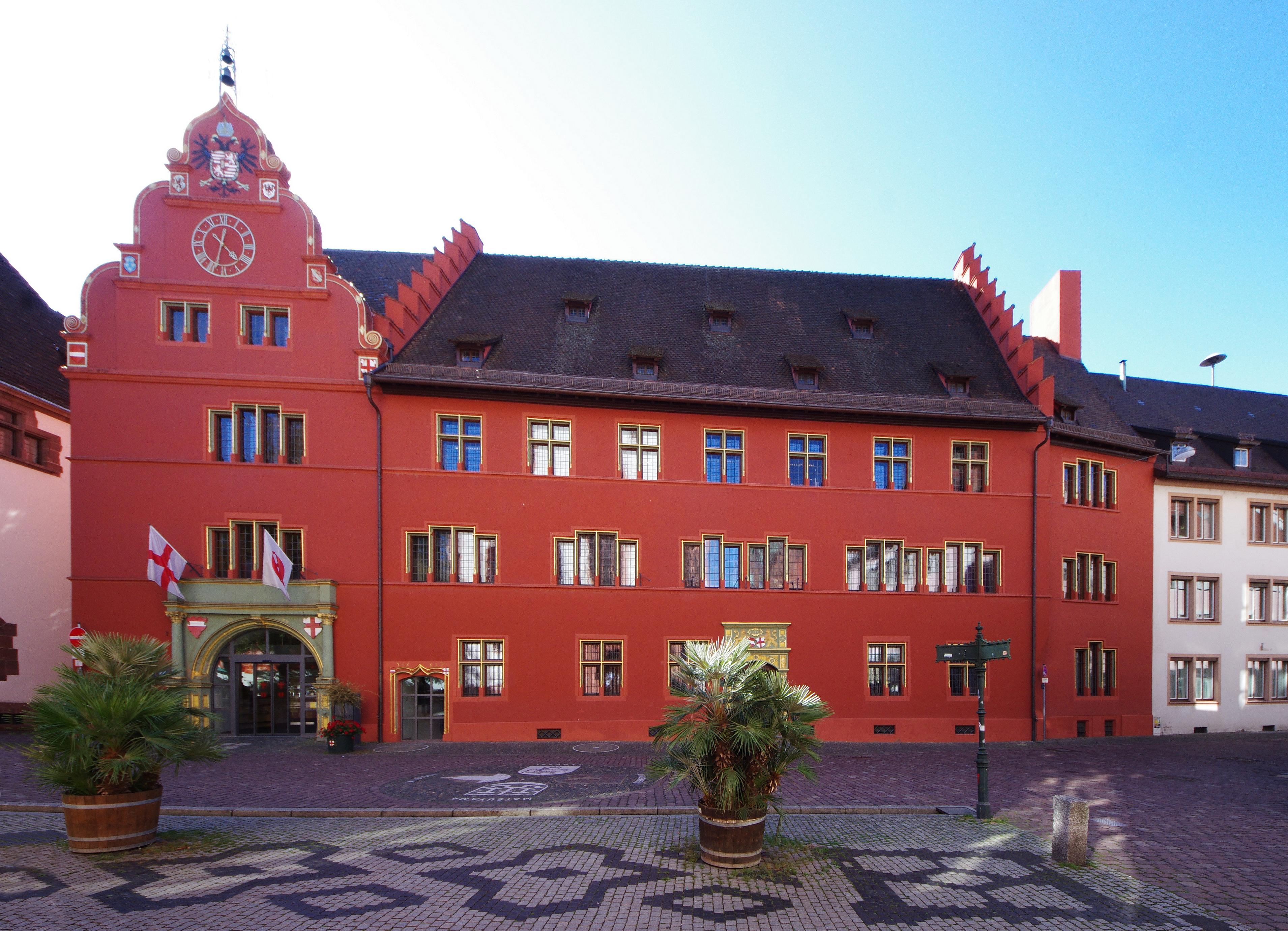
老市政厅
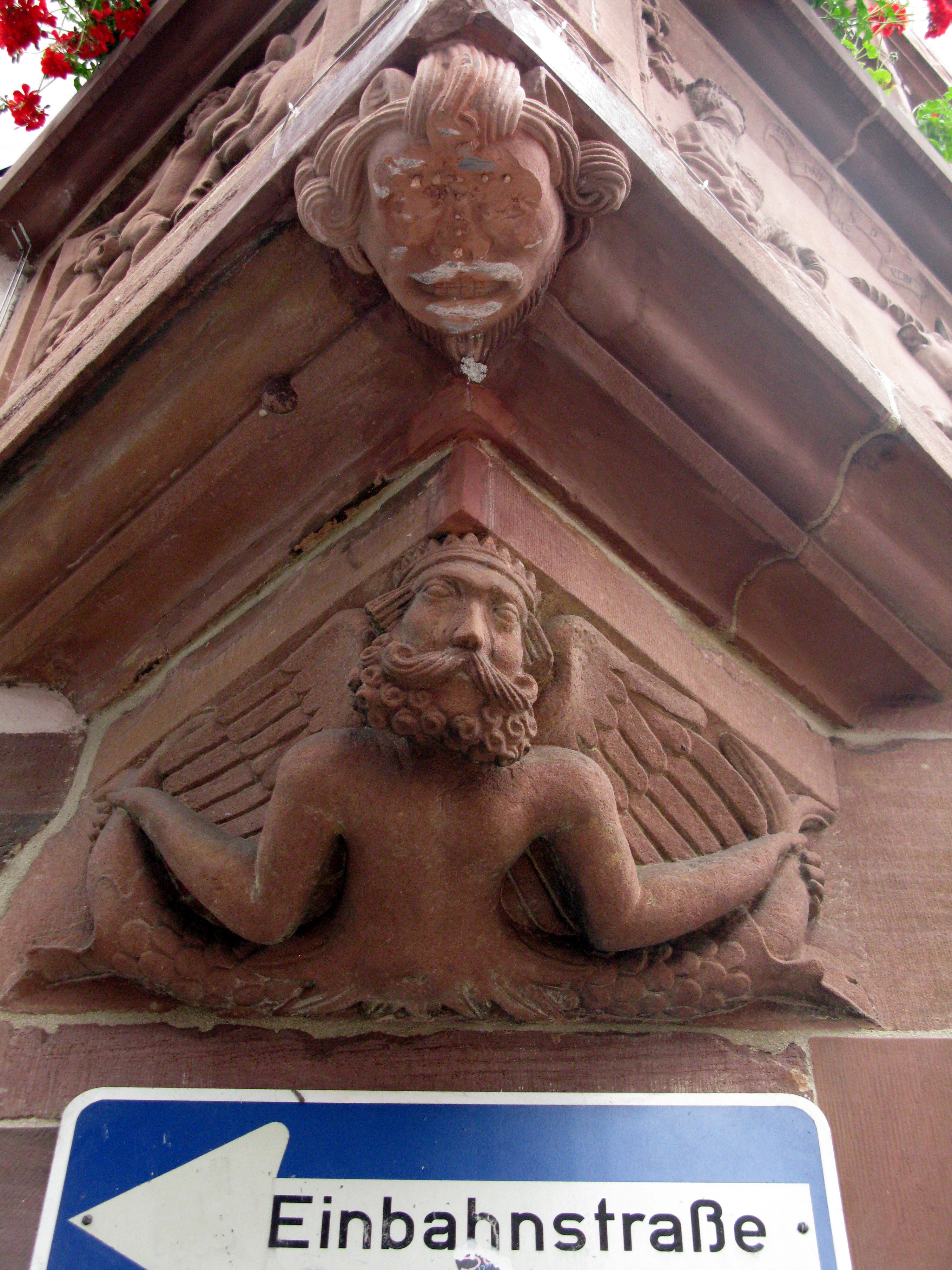
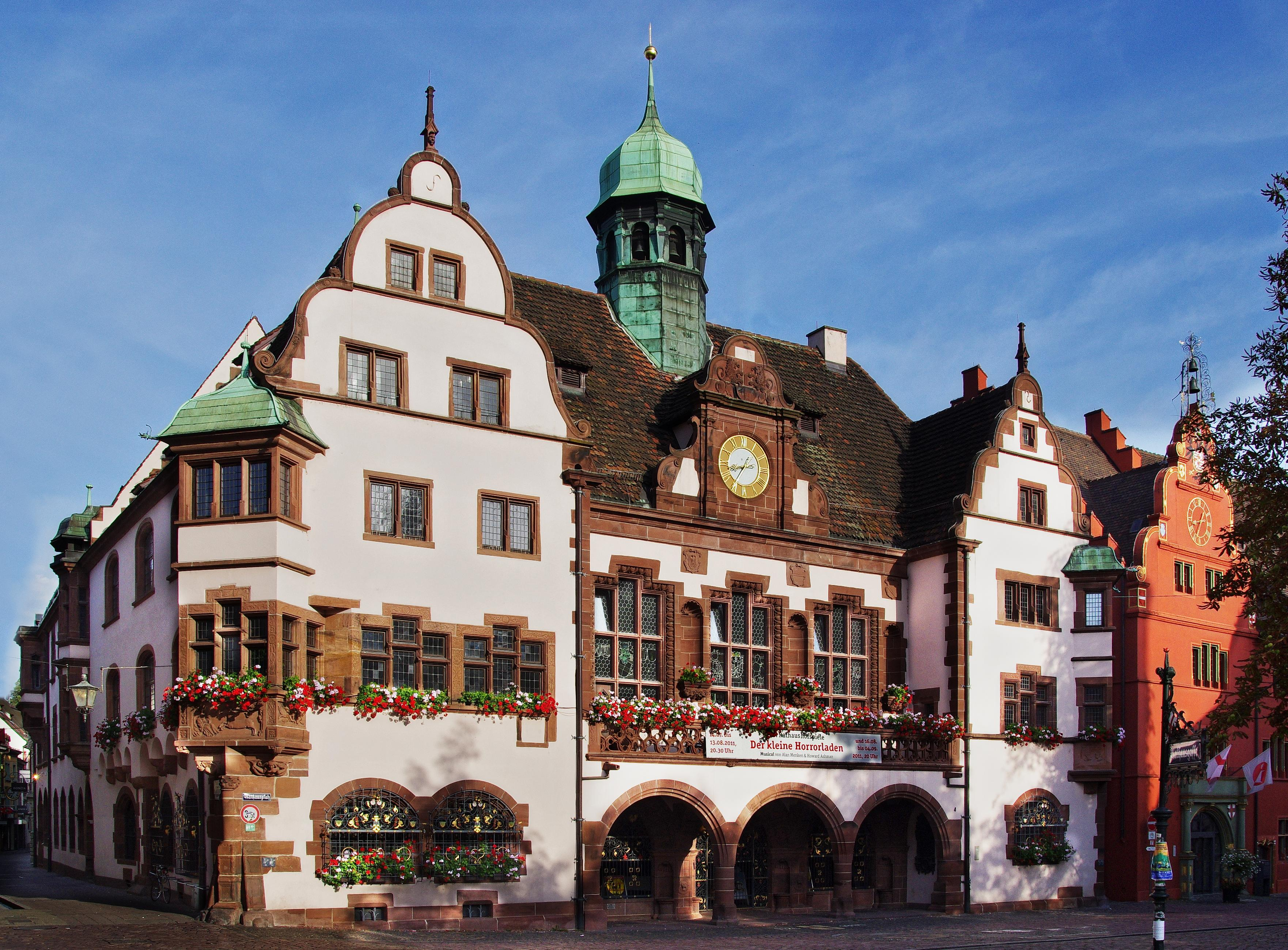
新市政厅
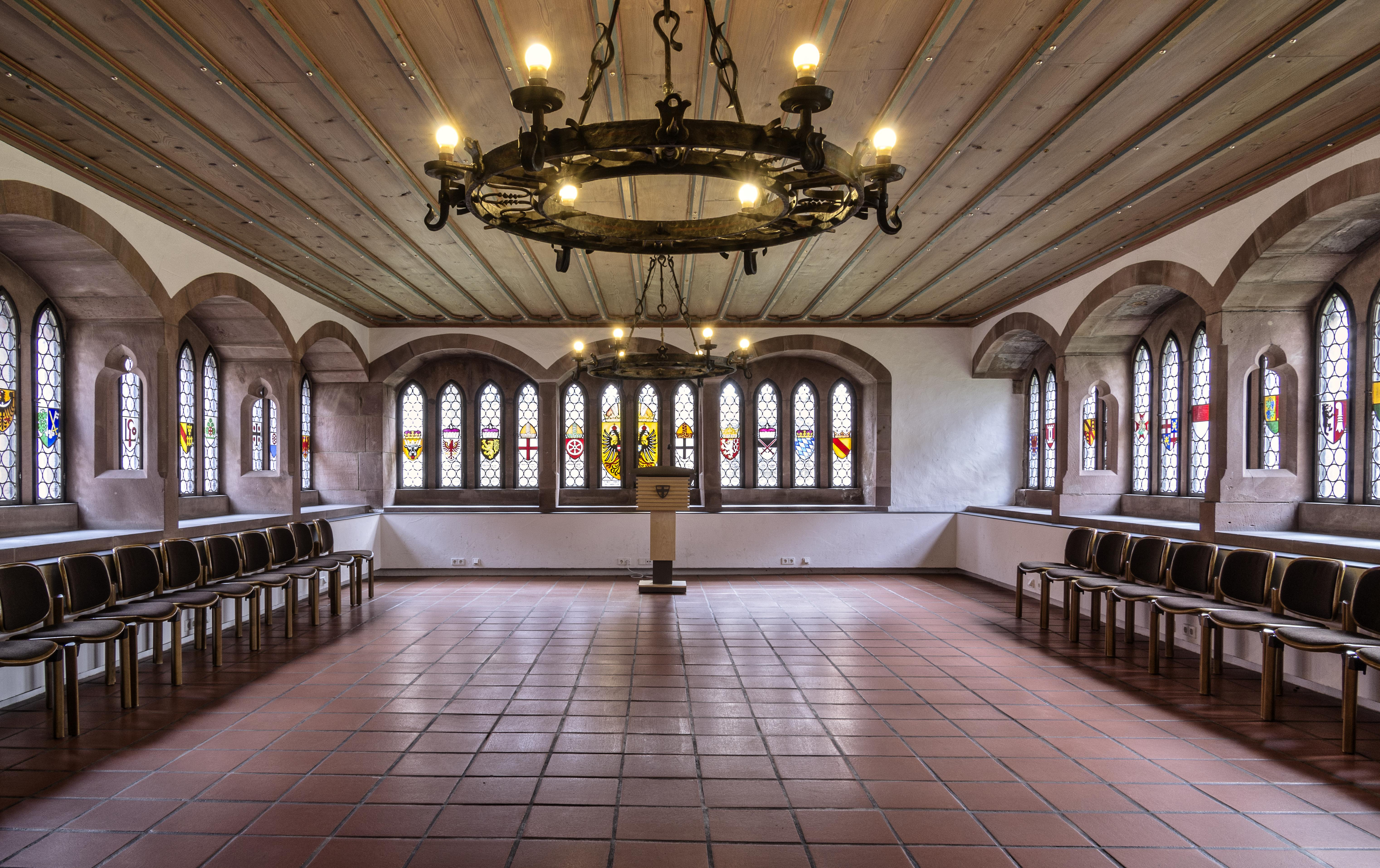
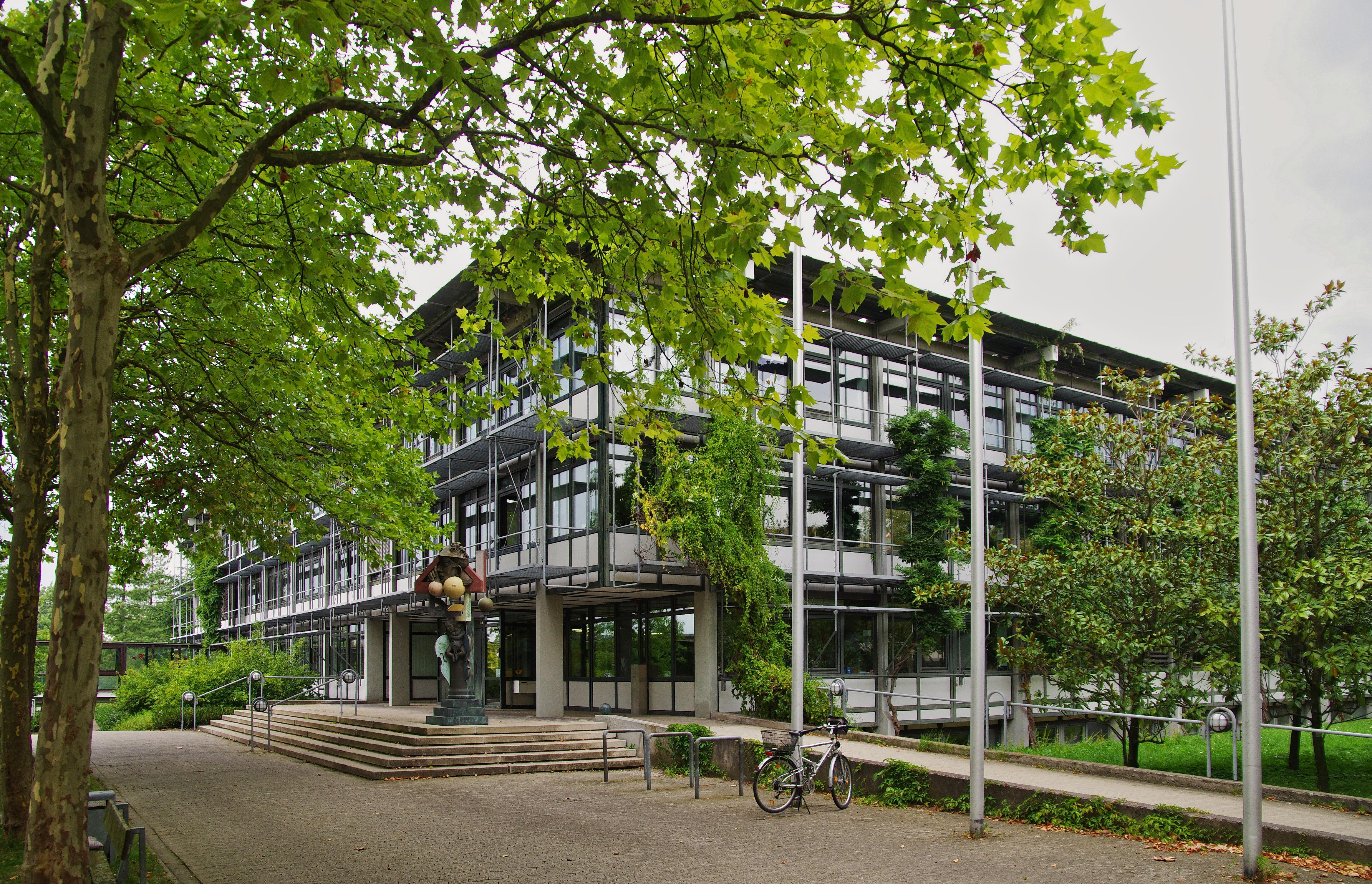